# دیوید بتونی
دیوید بتونی (انگلیسی: David Bettoni؛ زادهٔ ۲۳ نوامبر ۱۹۷۱) بازیکن فوتبال اهل فرانسه است.
از باشگاه‌هایی که در آن بازی کرده‌است می‌توان به باشگاه فوتبال کن،  باشگاه فوتبال آلساندریا اشاره کرد